# Sugarblues, il mal di zucchero
Sugarblues, il mal di zucchero (Sugar Blues) è un libro a scopo scientifico-divulgativo scritto dall'americano William Dufty nel 1975, e divenuto un best seller.

## Descrizione
L'accusa principale di Dufty al saccarosio è di causare dipendenza e causare gravi danni al fisico umano, e riporta la negligenza e la accondiscendenza delle istituzioni predisposte alla salute pubblica (in particolare nella società americana) verso le industrie zuccheriere e le principali lobby di bibite zuccherate, soprattutto la Coca-Cola.
Dufty, un tempo grande consumatore di cibi e bevande zuccherate che ha poi mutato totalmente le sue abitudini alimentari, propugna uno stile di vita e di alimentazione completamente senza zucchero, riportando grandi benefici a livello fisico e mentale.
Tesi principale dell'opera, infatti, anche attraverso precise ricostruzioni storiche, è che l'introduzione dello zucchero nella dieta, anche attraverso gli alcolici (rum, distillato dello zucchero), il tabacco (che contiene dal 2 al 20% di zucchero, a seconda del trattamento delle foglie) e i cereali raffinati (riso e grano) abbia causato la diffusione o l'aggravarsi di malattie, tra cui, oltre alle più note e riconosciute, cioè obesità, diabete e carie, l'ipertensione, lo scorbuto, il beriberi e la peste bubbonica.
A livello mentale, lo zucchero svilupperebbe maggiori livelli di aggressività e di iperattività, specie nei bambini. La sua critica si rivolge anche al trattamento del diabete tramite l'iniezione di insulina.